# Anthony Cuff
Anthony James Cuff (nascido em 26 de dezembro de 1957) é um ex-ciclista neozelandês de ciclismo de pista. Venceu o Tour de Southland em 1980. Representou seu país, Nova Zelândia, nos Jogos Olímpicos de Verão de 1984 em Los Angeles, onde competiu na perseguição individual e perseguição por equipes, terminando na 11ª e 13ª posição.